# Ергард Крюгер
Ергард Крюгер (нім. Erhard Krüger; 4 травня 1894, Позен — 30 квітня 1966, Гамбург) — німецький офіцер, генерал-майор люфтваффе.

## Біографія
10 червня 1912 року поступив на службу в велосипедну роту 1-ї єгерської дивізії. Учасник Першої світової війни. 11 жовтня 1915 року перейшов у авіацію.
Після демобілізації армії залишений у рейхсвері. 1 жовтня 1933 року перейшов у люфтваффе, в льотні училища Варнемюнде і Брауншвейга, з 1 квітня 1934 року — керівник курсу спостерігачів. З 1 травня 1934 року — в штабі Ганзейського льотного училища. З червня 1934 року брав участь у польоті в Бразилію на цепеліні. З 1 квітня 1935 року — командир льотного училища Готи, з 1 квітня 1936 року — вищого бомбардувального училища Лехфельда. 
З 6 червня 1939 року — член, з 16 серпня 1939 року — начальник військової місії люфтваффе в Словаччині. З 8 січня 1941 року — комендант аеродромного району Сент-Омера, з 15 березня 1941 — Бове, з 10 березня 1943 року — Плескау, потім Рефаля. 3 листопада 1944 року відправлений в резерв ОКЛ. З 20 січня 1945 року — повноважний представник керівника використання і комплектування транспортних засобів. 8 травня 1945 року взятий в полон. Звільнений 12 травня 1947 року.

## Звання
- Фанен-юнкер (10 червня 1912)
- Фенріх (27 січня 1913)
- Лейтенант (17 лютого 1914)
- Обер-лейтенант (18 квітня 1917)
- Гауптман (1 листопада 1924)
- Майор (1 квітня 1934)
- Оберст-лейтенант (1 березня 1936)
- Оберст (1 квітня 1938)
- Генерал-майор (1 квітня 1941)

## Нагороди
- Залізний хрест 2-го і 1-го класу
- Нагрудний знак військового пілота (Пруссія)
- Орден «За хоробрість» 4-го ступеня, 2-й клас (Болгарія)
- Нагрудний знак «За поранення» в сріблі
- Пам'ятний знак пілота (Пруссія)
- Почесний хрест ветерана війни з мечами
- Медаль «За вислугу років у Вермахті» 4-го, 3-го, 2-го і 1-го класу (25 років)
- Нагрудний знак спостерігача
- Застібка до Залізного хреста 2-го класу
- Нагрудний знак пілота-спостерігача (Словаччина)